# راسيل واترس
راسيل واترس (بالإنجليزية: Russell Waters)‏ هو ممثل بريطاني (وحمل سابقاً جنسية المملكة المتحدة لبريطانيا العظمى وأيرلندا)، ولد في 10 يونيو 1908 في المملكة المتحدة، وتوفي في 1 سبتمبر 1982 بلندن في المملكة المتحدة.

## وصلات خارجية
- راسيل واترس على موقع IMDb (الإنجليزية)
- راسيل واترس على موقع قاعدة بيانات الفيلم (الإنجليزية)